# Oruanui
Oruanui ou Ōruanui est une  communauté rurale située dans le District de Taupo et la région de Waikato de l’Île du Nord de la Nouvelle-Zélande.

## Situation
Elle est localisée au nord-ouest de la localité de Wairakei sur le trajet de la State Highway 1.

## Toponymie
Le Ministre de la Culture et du Patrimoine de la Nouvelle-Zélande traduit Ōruanui par « emplacement de nombreux puits ».

## Démographie
Oruanui est située dans deux zones statistiques qui couvrent ensemble 18,58 km2.
La zone SA1 est une partie de la zone statistique de Ohakuri (en) plus vaste.
La zone SA1 avait une population de 366 résidents lors du recensement de 2018 en Nouvelle-Zélande, en augmentation de 39 personnes (11,9 %) depuis le recensement de 2013 en Nouvelle-Zélande, et une augmentation de 33 personnes (9,9 %) depuis le recensement de 2006 en Nouvelle-Zélande. 
Il y avait 141 logements avec 180 hommes et 183 femmes, donnant un sexe-ratio de 0,98 homme pour une femme, avec 81 personnes (22,1 %) âgées de moins de 15 ans, 33 personnes (9,0 %) âgées de 15 à 29 ans, 195 personnes (53,3 %) âgées de 30 à 64 ans, et 57 personnes (15,6 %) âgées de 65 ans ou plus.
L’ethnicité était pour 93,4 % européens/Pākehā, pour 11,5 % maorie, 1,6 % des personnes du Pacifique, 1,6 % d’origine asiatiques (en), et 0,8 % d’une autre ethnicité. 
Les personnes peuvent s’identifier de plus d’une ethnicité en fonction de leurs ascendants.
Bien que certaines personnes refusent de donner leur religion et de répondre à la question de recensement sur leur affiliation religieuse, 65,6 % n’ont aucune religion, 27,0 % étaient  chrétiens (en) et 1,6 % avaient une autres religion.
Parmi ceux d’au moins 15 ans d’âge, 33 personnes (11,6 %) avaient une licence ou un degré supérieur et 63 personnes (22,1 %) n’avaient aucune qualification formelle. 
51 personnes  (17,9 %) gagnaient plus de 70 000 $ comparé avec les 17,2 % au niveau national. 
Le statut d’emploi de ceux d’au moins 15 ans était pour 156 personnes (54,7 %) un emploi à plein temps , pour 66 personnes (23,2 %) était un temps partiel et 3 personnes (1,1 %) étaient sans emploi.

## Installations
La marae local d’Ōruanui est un lieu de rassemblement de l’iwi des Ngāti Tūwharetoa (en) de l’ hapū des Ngāti Te Rangiita (en) et des Te Kapa o Te Rangiita (en). 
Il inclut la maison de rencontre Kapa o te Rangiita.